# مرادلوی وسطی
مرادلوی وسطی، روستایی است از توابع بخش پلدشت و در شهرستان ماکو استان آذربایجان غربی ایران.

## جمعیت
این روستا در دهستان زنگبار قرار داشته و بر اساس سرشماری سال ۱۳۹۵ جمعیت آن ۱۸۵ نفر (۳۴ خانوار) 
بوده است.